# Tenthredopsis scutellaris
Tenthredopsis scutellaris är en stekelart som först beskrevs av Fabricius 1804.  Tenthredopsis scutellaris ingår i släktet Tenthredopsis, och familjen bladsteklar. Det är osäkert om arten förekommer i Sverige.

## Bildgalleri

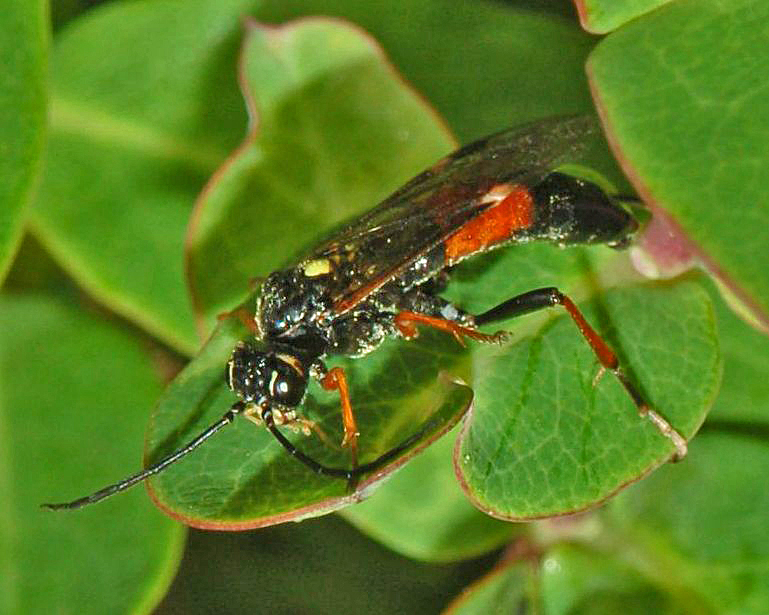